# Campagne sasanidi di Teodosio II
Le campagne sasanidi di Teodosio II furono una serie di campagne militari che l'Imperatore romano-orientale Teodosio II condusse contro i Persiani Sasanidi.

## Contesto storico

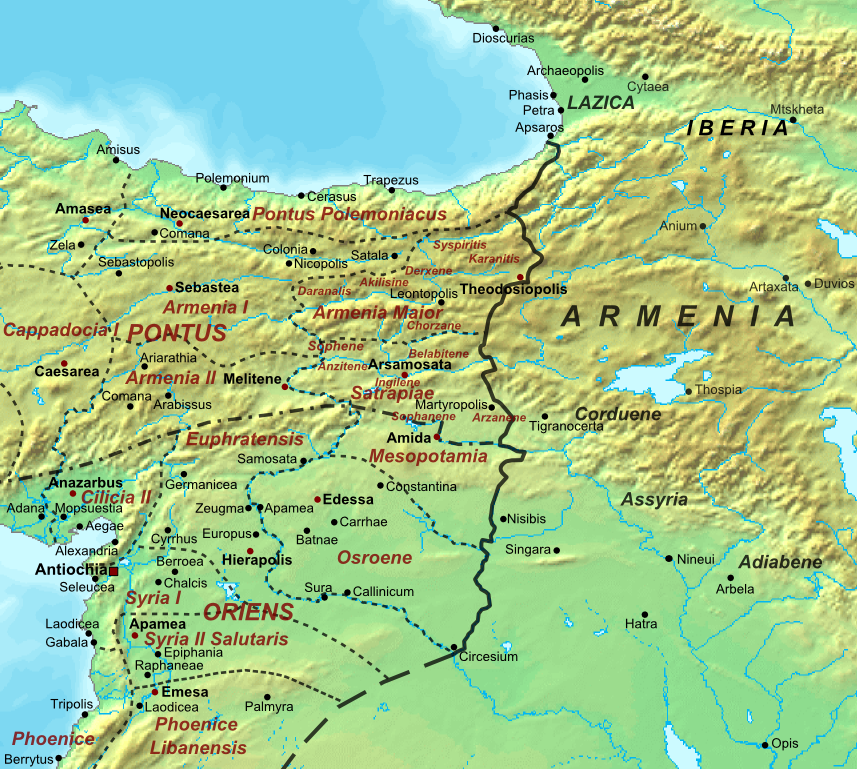
La frontiera tra impero romano e sasanide nel 384 d.C.

Nei primi anni del regno di Teodosio II (408-450) i rapporti tra i Sasanidi e i Romani furono buoni, fino alla morte dello scià di Persia Yazdgard I (399-420); quest'ultimo aveva intrapreso rapporti commerciali con i Romani e fu tollerante nei confronti dei Cristiani; per questa sua politica di tolleranza religiosa fu soprannominato spregiativamente dagli Zoroastriti “il Peccatore”. Sotto il regno di Yazdgard i rapporti tra Romani e Sasanidi erano talmente buoni che Arcadio nominò il re di Persia custode del figlio e futuro Imperatore Teodosio II.
Tuttavia le relazioni tra Romani e Persiani si deteriorarono nell'ultimo anno di regno di Yazdgard; egli infatti, per vendicarsi della distruzione di un tempio persiano, a opera di cristiani, cominciò a perseguitare questi ultimi; i rapporti peggiorarono ulteriormente con l'ascesa al potere di Bahram V (o Varane V). Quest'ultimo emulò il padre nella persecuzione dei cristiani. Quando molti cristiani fuggirono in territorio romano, i Persiani chiesero che i fuggitivi venissero riportati in Persia, e al rifiuto dei romani, iniziarono una nuova guerra. Le cause del nuovo conflitto non erano solo la persecuzione dei cristiani ma anche dispute commerciali.

## Campagne

### Contro Bahram V (421-423)
Appena salito al trono (421), Bahram V continuò la persecuzione contro i cristiani iniziata dal padre, Yazdgard I, dopo il tentativo del vescovo di Ctesifonte di bruciare il tempio del Grande Fuoco della capitale sasanide. Questa persecuzione, che portò alla morte di Giacomo Interciso, fu il casus belli dell'offensiva imperiale.
Secondo Socrate Scolastico, invece, Yazdgard (Isdigerde) non aveva in alcun modo perseguitato i Cristiani nei suoi domini, e fu Bahram (Varane), influenzato dai Magi, ad avviare la persecuzione contro i Cristiani, infliggendo loro le più svariate torture e supplizi. Molti Cristiani furono quindi costretti ad abbandonare la propria patria, la Persia, e a cercare riparo presso i Romani, supplicando loro di non permettere che i Cristiani di Persia fossero completamente estirpati. Il vescovo Attico, ricevute queste suppliche, informò l'Imperatore Teodosio II, il quale decise di dichiarare guerra alla Persia. Secondo Socrate Scolastico, altre ragioni, oltre alla persecuzione dei Cristiani, contribuirono a scatenare il conflitto tra Romani e Persiani: i Persiani non restituirono i lavoratori nelle miniere d'oro che erano stati assunti tra i Romani, e osarono persino saccheggiare i mercanti romani. Lo sdegno che questo incidente scatenò presso i Romani fu ulteriormente aumentato dalla fuga dei Cristiani Persiani in territorio romano.
Il re persiano inviò immediatamente un'ambasceria per richiedere la restituzione dei fuggitivi, ottenendo però uno sdegnato rifiuto, e così la guerra scoppiò. L'imperatore Teodosio II inviò infatti un forte contingente militare in Armenia, da sempre contesa dalle due potenze confinati, al comando del magister militum praesentalis Ardaburio, il quale sconfisse il comandante persiano Narsehi e procedette al saccheggio della provincia dell'Arzanene. Lo stesso Narsehi giudicò vantaggioso sferrare un'incursione attraverso la Mesopotamia in territorio romano, ritenendo che la Mesopotamia fosse sguarnita di truppe. Ma i piani di Narsehi furono previsti da Ardaburio, che, dopo aver devastato l'Arzanene, fece rapido ritorno in Mesopotamia. In questo modo a Narsehi fu impedito di invadere le province romane.
Arrivato a Nisibi, una città in possesso dei Persiani situata alla frontiera dei due Imperi, Narsehi inviò messaggeri a Ardaburio esprimendo il desiderio di uno scontro decisivo tra le due armate, e gli disse di scegliere giorno e luogo della battaglia. Ardaburio in tutta risposta disse ai messaggeri di riferire a Narseo che i Romani non combattono quando piace a loro. L'Imperatore, nel frattempo, rendendosi conto che i Persiani stavano radunando tutte le truppe a loro disposizione, ordinò leve straordinarie all'esercito. Essendosi la guerra trasferita dall'Armenia in Mesopotamia, i Romani rinchiusero i Persiani nella città di Nisibi, che cinsero d'assedio. Dopo aver costruito torri e altre macchine d'assedio e averle fatte avanzare verso le mura, essi inflissero pesanti perdite a coloro che le difendevano.
Narsehi, rinchiuso nella città, mandò un'ambasciata, chiedendo ad Ardaburio una tregua che però il generale romano rifiutò. Ottenuti dei rinforzi, Ardaburio entrò nella Mesopotamia sasanide. Bahram, vista in pericolo la prestigiosa e fondamentale fortezza di Nisibis, decise di guidare personalmente l'esercito sasanide, implorando inoltre l'aiuto dei Saraceni Lakhmidi, che all'epoca erano governati dal capo bellicoso Alamundaro. Questo principe saraceno inviò ai Persiani consistenti rinforzi di ausiliari saraceni, dicendo al re persiano di non temere nulla, in quanto egli avrebbe presto ridotto i Romani in suo potere, e consegnato la città di Antiochia di Siria nelle sue mani.
Giunto a Nisibis, venne messo in difficoltà dalla defezione improvvisa dei suoi alleati Arabi, ma la supremazia numerica sasanide e la presenza degli elefanti impaurirono i Romani: Ardaburio ordinò di levare l'assedio, bruciare l'artiglieria e ritirarsi. Bahram mise sotto assedio Teodosiopoli e si mosse verso Resaena, dove sarebbe stato fermato da Procopio ed Areobindo: nel frattempo Ardaburio sconfisse un forte contingente sasanide. Secondo Socrate Scolastico, in questi scontri, Areobindo uccise il guerriero più coraggioso dei Persiani in un singolo combattimento, Ardaburio annientò sette comandanti persiani in una imboscata, e Vitiano, un altro generale romano, annientò i mercenari saraceni. Secondo Socrate Scolastico, molti ausiliari saraceni, colti dal panico, si gettarono nel fiume Eufrate, annegando in numero di centomila.
Il messaggero Palladio, noto per la velocità con cui portava i suoi messaggi lungo tutto l'Impero, informò rapidamente l'Imperatore Teodosio della vittoria romana. Palladio era noto per raggiungere in soli tre giorni le frontiere dei domini romani e persiani, e di fare ritorno a Costantinopoli nella stessa durata. Anche il re persiano rimase stupefatto per gli avvenimenti straordinari riferitegli dai corrieri. L'Imperatore Teodosio II, comunque, confidente nella vittoria, decise di aprire le negoziazioni di pace, e a tal fine inviò Elione con una commissione per aprire le trattative per un trattato di pace con i Persiani. Quando Elione arrivò in Mesopotamia, inviò il suo deputato Massimino, uomo di grande eloquenza che lavorava per il magister militum Ardaburio, per aprire le trattative preliminari. Massimino, giunto al cospetto del re persiano, asserì di essere stato mandato lì, non dall'Imperatore romano, ma dai suoi generali. Anche se il sovrano persiano aveva deciso di ricevere l'ambasceria, in quanto le sue truppe stavano soffrendo di carenza di provviste, vennero presso di lui quei reggimenti persiani noti come "Gli Immortali". Era un reggimento di diecimila guerrieri coraggiosi, che consigliò il re persiano di non ascoltare le offerte di pace, ma di continuare la guerra contro i Romani. Il re persiano accolse il loro consiglio, ordinò che l'ambasciatore fosse imprigionato, e permise agli "Immortali" di portare avanti i loro piani contro i Romani.
Gli "Immortali", giunti al posto concordato, si divisero in due bande, con il proposito di accerchiare qualche porzione dell'esercito romano. I Romani, resosi conto che un corpo di Persiani si stava avvicinando a loro, si stavano preparando allo scontro, non essendosi accorti della presenza dell'altro corpo. Ma proprio quando lo scontro stava per cominciare, un'altra divisione dell'esercito romano, sotto il generale Procopio, emerse da una collina e resosi conto del pericolo che correvano i loro commilitoni, attaccò i Persiani nella retroguardia. Dopo averli annientati in breve tempo, i Romani si avventarono contro quelli appostatisi in imboscata, e inflissero loro pesanti perdite. I guerrieri "Immortali" subirono numerose perdite, mostrando così di non essere invincibili, e i Romani ne uscirono ancora una volta vincitori. Il re di Persia, informato del disastro, finse di essere ignaro di quanto successo, ordinò che l'ambasceria fosse ammessa al suo cospetto. Poi si rivolse all'ambasciatore precisando di accettare la pace, non per supplica ai Romani, ma per gratificare l'ambasciatore stesso, che era a suo dire il più prudente tra tutti i Romani. Una tregua di cento anni venne firmata.
Una nobile azione caritatevole di Acacio vescovo di Amida accrebbe notevolmente la sua reputazione tra tutti gli uomini e, viene da alcuni (Gibbon) considerata uno dei motivi della fine della guerra. Poiché i soldati romani non avevano nessuna intenzione di restituire al re persiano i prigionieri di guerra, questi prigionieri, circa settemila, stavano per essere annientati dalla fame. Ma Acacio decise di accorrere in loro soccorso, ordinando che i vasi d'oro e d'argento della sua chiesa venissero fusi, e intendendo con il denaro ricavato riscattare i prigionieri e rifornirli di cibo. Dopo averli riscattati e riforniti di cibo e di tutto ciò fosse necessario per il loro viaggio, li rispedì dal loro sovrano. La benevolenza di Acacio lasciò stupefatto il re persiano, come se i Romani fossero usi a conquistare i loro nemici sia con la loro generosità in tempo di pace che con le prodezze in guerra. Il re persiano fece richiesta che Acacio si presentasse al suo cospetto, così da conoscerlo e ringraziarlo, desiderio soddisfatto per ordine dell'Imperatore Teodosio.
La vittoria contro i Persiani fu celebrata da panegirici in onore dell'Imperatore Teodosio, che vennero recitati in pubblico. Anche l'Imperatrice Eudocia si dilettò a comporre un poema su tali avvenimenti. Ella, infatti, era di notevoli doti letterarie, essendo la figlia del sofista ateniese Leonzio il quale aveva provveduto all'istruzione della figlia rendendola molto colta.
Molti degli avvenimenti della guerra sono considerati da molti storici (come il Gibbon) poco credibili: il Gibbon cita tra gli avvenimenti poco credibili della guerra (che egli attribuisce alla fantasia degli scrittori di panegirici, che spesso tendono a ingigantire le imprese della persona che devono celebrare) «la prode sfida di un eroe persiano, che rimase impigliato nella rete, i 10 000 immortali che vennero massacrati mentre attaccavano l'accampamento romano; e i 100 000 Arabi, o Saraceni, che, presi dal panico, si gettarono a capofitto nel fiume Eufrate». Tra gli avvenimenti considerati poco credibili vi è il resoconto di Giovanni Malala della campagna: secondo tale storico, il magister militum per orientem avrebbe ricevuto la seguente proposta dal re di Persia: nel caso ci fosse stato un solo uomo dell'esercito romano in grado di vincere in un combattimento corpo a corpo un soldato persiano scelto dallo scià, quest'ultimo avrebbe firmato una pace immediata di cinquant'anni con i Romani; Malala ci fornisce il resoconto di tale combattimento, combattuto tra il romano Aerobindo il Goto e il persiano Adrazanes e vinto alla fine dal romano.

### Contro Yazdgard II (438)
All'inizio del regno di Yazdgard II, l'imperatore Teodosio II ordinò una concentrazione di truppe lungo la frontiera, in previsione di un attacco, con il potenziamento delle fortificazioni in territorio romano di fronte alla città persiana di Carre. Yazdgard radunò un esercito composto da contingenti di diverse nazioni vassalle dei Persiani e attaccò i Romani senza preavviso: solo una improvvisa e notevole alluvione mise fine all'attacco persiano, permettendo ai Romani di ritirarsi e impedendo a Yazdgard, che comandava il proprio esercito, di invadere il territorio romano.
Teodosio ordinò allora al proprio generale e politico Anatolio di recarsi al campo sasanide per stipulare la pace; Anatolio giunse al campo di Yazdgard da solo e si gettò ai piedi del sovrano: Yazdgard, impressionato, accettò di stipulare la pace, che prevedeva tra i suoi termini l'accordo di non costruire nuove fortezze frontaliere e di non fortificare quelle esistenti.